# كاتريني
كاتريني: (باليونانية:Κατερίνη)، (بالإنجليزية:Katerini)، مدينة يونانية تقع في شمال البلاد ضمن منطقة مقدونيا الوسطى الإدارية، وهي مركز مقاطعة بييريا ضمن هذه المنطقة الإدارية.

## الموقع، السكان، والتسمية
تقع المدينة على ارتفاع 14 متر عن مستوى سطح البحر في وسط سهل بييريا الساحلي بين جبل الأولمب وساحل الخليج الثيرامي، بحيث تبعد مسافة 6 كيلومتر عن الساحل، 68 كيلومتر عن سالونيك، و 420 كيلومتر عن أثينا.
تعتبر كاتريني مدينة حديثة ومزدهرة حيث يبلغ عدد قاطنيها حوالي 57 ألف نسمة، ويعود اسمها للقديسة كاترين (أغيا إيكاتريني) والتي عاشت في الإسكندرية في القرن الرابع للميلاد وتعتير أحد الشهداء بحسب الكنيسة الأرثوذكسية.

## متفرقات

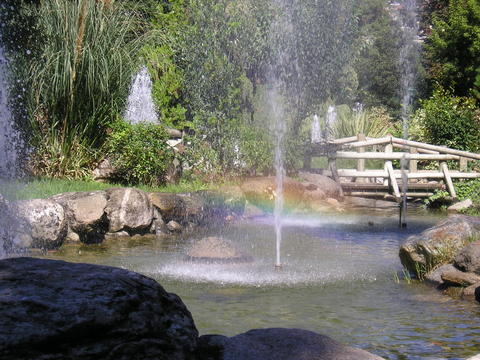
إحدى متنزهات كاتريني

- تعتبر من المدن الحديثة في اليونان إذ أن تطورها قد بدأ بعد انضمام مقدونيا لليونان بعد الحرب البلقانية الأولى عام (1912)، حيث نمت المدينة حول محطة السكك الحديدية التي تربط اليونان بالأجزاء الشمالية المنضمة حديثاً للدولة وقتها.
- ساهم قربها من سالونيك ووقوعها على الخط الحديدي والطريق السريع الذي يربط شمال اليونان بجنوبه في النمو المتسارع في عدد سكانها.
- تعتبر مركزاً سياحياً وتجارياً مهماً وخاصة للسياح والتجار القادمين من أوربة الشرقية، حيث يلاحظ فيها حضور روسي قوي.
- تشكل المدينة قاعدة انطلاق هامة نحو العديد من المناطق السياحية المجاورة كمدينة ديون الأثرية، جبل الأولمب وبلدة باراليا الساحلية الترفيهية، وبسبب موقعها هذا فانها تعج بالسياح صيفاً.
- أهم نادي كرة قدم في المدينة هو بييريكوس كاتريني ويلعب في دوري الدرجة الثانية اليوناني، أما نادي إثنيكوس كاتريني فيلعب في دوري الدرجة الثالثة.

## توأمة
لكاتريني اتفاقيات توأمة مع كل من:
- تشاتشاك
- Moosburg, Austria [الإنجليزية]‏
- ماينتال
- سورغوت
- برايلا

## أعلام
- كوستاس جيانوليس
- كيرياكوس بابادوبولوس
- ألكساندروس تزيوليس
- جورجيوس ديامانتيديس
- جيورجوس زيسوبولوس